# Лемеши (Гродненская область)
Лемеши́ (бел. Лемяшы́) — деревня в Сморгонском районе Гродненской области Белоруссии. Входит в состав Вишневского сельсовета, до 2016 года входила в состав Войстомского сельсовета.
Расположена у восточной границы района на правом берегу реки Зуста. Расстояние до районного центра Сморгонь по автодороге — 22 км, до центра сельсовета агрогородка Войстом по прямой — чуть менее 2,5 км. Ближайшие населённые пункты — Закрочье, Мордасы, Новосёлки. Площадь занимаемой территории составляет 0,2298 км², протяжённость границ 4840 м.

## История
Деревня отмечена на карте Шуберта (середина XIX века) под названием Лемегин в составе Войстомской волости Свенцянского уезда Виленской губернии. В 1866 году Лемеши насчитывали 7 дворов и 86 жителей, из них 39 православных и 47 католиков.
После Советско-польской войны, завершившейся Рижским договором, в 1921 году Западная Белоруссия отошла к Польской Республике и деревня была включена в состав новообразованной сельской гмины Войстом Свенцянского повета Виленского воеводства. 1 января 1926 года гмина Войстом была переведена в состав Вилейского повета.
В 1938 году Лемеши насчитывали 23 дыма (двора) и 124 души.
В 1939 году, согласно секретному протоколу, заключённому между СССР и Германией, Западная Белоруссия оказалась в сфере интересов советского государства и её территорию заняли войска Красной армии. Деревня вошла в состав новообразованного Сморгонского района Вилейской области БССР. После реорганизации административного-территориального деления БССР деревня была включена в состав новой Молодечненской области в 1944 году. В 1960 году, ввиду новой организации административно-территориального деления и упразднения Молодечненской области, Лемеши вошли в состав Гродненской области.

## Население
| 1866 | 1938 | 1999 | 2009 |
| ---- | ---- | ---- | ---- |
| 86   | 124  | 39   | 10   |

## Транспорт
Через деревню проходит грунтовая автомобильная дорога местного значения Н7390 Войстом — Лемеши.